# Scratch the Upsetter Again
Scratch the Upsetter Again è il quarto album del gruppo reggae The Upsetters, prodotto da Lee "Scratch" Perry e pubblicato dall'etichetta discografica Trojan Records nel 1970.
L'album è stato ripubblicato nel 2004 dalla Trojan Records con l'aggiunta di dieci brani, alcuni dei quali inediti.
L'album era stato ripubblicato anche nel 1995, sempre dalla Trojan Records, col titolo Scratch the Upsetters Again, sia su CD che su doppio LP; questo disco conteneva l'originale Scratch the Upsetter Again e l'album Eastwood Rides Again. 

## Tracce

### LP

#### Lato A
1. Bad Tooth - The Upsetters
2. The Dentis - The Upsetters
3. Outer Space - The Upsetters
4. One Punch - The Upsetters
5. Will You Still Love Me - Dave Barker & The Upsetters
6. Take One - The Upsetters

#### Lato B
1. Soul Walk - The Upsetters
2. I Want to Thank You - The Upsetters
3. Mule Train - Count Prince Miller & The Upsetters
4. Touch of Fire - The Upsetters
5. She Is Gone Again- Alva Lewis & The Upsetters
6. The Result- The Upsetters

### CD
1. Bad Tooth - The Upsetters
2. The Dentis (AKA The Dentist) - The Upsetters
3. Outer Space - The Upsetters
4. One Punch - The Upsetters
5. Will You Still Love Me - Dave Barker & The Upsetters
6. Take One - The Upsetters
7. Soul Walk - The Upsetters
8. I Want to Thank You - The Upsetters
9. Mule Train - Count Prince Miller & The Upsetters
10. Touch of Fire - The Upsetters
11. She Is Gone Again- Alva Lewis & The Upsetters
12. The Result- The Upsetters
13. Return of the Ugly - County Sticky & The Upsetters
14. King of the Trombone - Busty Brown
15. Selassie - The Reggae Boys
16. The Same Game Version - The Upsetters
17. No Gwow - The Upsetters
18. Lead Line - The Upsetters
19. Bab Theef - The Upsetters
20. The Dentist Version 2 - The Upsetters
21. Soul Walk Version - The Upsetters
22. T'ank You - The Upsetters